# Cata Dujšin-Ribar
Cata Dujšin-Ribar (Trogir, 17. listopada 1897. – Zagreb, 8. rujna 1994.), hrvatska slikarica i pjesnikinja. 

## Životopis
Cata Dujšin-Ribar rodila se u Trogiru 1897. godine. Pravim imenom Katarina rodila se kao peto od osmero djece u obitelji Gattin. Otac Vjekoslav bio je carinski službenik a majka Giustina jedno je vrijeme radila u pošti u Trogiru. Djetinjstvo provodi u Boki kotorskoj a nakon tri razreda Trgovačke akademije i tečaja slikarstva kod Emanuela Vidovića, studirala je slikarstvo na zagrebačkoj Akademiji likovnih umjetnosti gdje su joj profesori bili Ferdo Kovačević, Oton Iveković i Menci Klement Crnčić. Akademiju likovnih umjetnosti nije uspjela završiti iz zdravstvenih razloga te se potom slikarski usavršavala privatno kod Vladimira Becića, a usavršavala se i u Parizu i Londonu. Radila je kao restauratorica u Galeriji umjetnina u Splitu. Pisala je i objavljivala poeziju.
Umrla je u Zagrebu 1994. godine. Pokopana je na Mirogoju skupa s Dubravkom Dujšinom, njeznim prvim suprugom, a na njihovom su nadgrobnom spomeniku urezani Catini stihovi: "Ne boj se visina, sa mnom blistavi su vrhunci".

## Likovno stvaralaštvo
Slikala je dalmatinske krajolike i portrete s lirskim ili dramatskim obilježjem. Nadahnuta je lirskim i dramatičnim doživljavanjem prirode. To se dalo naslutiti već u njenim prvim djelima Pantan (1914.) i Djevojčica (1919.). U djelima iz dvadesetih godina 20. stoljeća vidljiv je utjecaj njenog učitelja, slikara Vladimira Becića. To su, primjerice, slike Autoportret, Dva dječaka (1923.), Autoportret s crvenim rupcem (1925.), Portret Dubravka Dujšina (1927.), koje karakterizira suptilna karakterizacija likova, čvrsta modelacija i kompaktna paleta. U kasnijim radovima stil joj je pomalo mijenja, dobiva lirsku komponentu s natruhama ekspresionizma, primjerice Jutro u Trogiru (1934.), Gorski kotar (1935.), Autoportret s paletom, Akt (1938.). Bila je vrsna portretistica i slikarica dalmatinskih pejzaža, nadasve maslina (Crveni krovovi 1945., Crvena zemlja 1949., Komiža 1956., Maslinjak 1957., Masline i čempresi 1978.). Godine 1948. pozvana je u Beograd da naslika portret Josipa Broza Tita i dr. Ivana Ribara.
Izlagala je u Londonu, New Yorku, Washingtonu, Veneciji i Zagrebu. Prvu samostalnu izložbu u inozemstvu priredila je u Londonu od 2. travnja do 4. svibnja 1936. godine u Cooling Galeries Ltd. Sudjelovala na više od 170 skupnih izložaba, naslikala mnogo djela koji se danas nalaze u brojnim galerijama, muzejima, institucijama i privatnim kolekcijama diljem Hrvatske, ali i svijeta.
Hrvatski likovni kritičar Josip Depolo napisao je monografiju o Cati Dujšin-Ribar.

## Književno stvaralaštvo
U književnosti se javlja kao pjesnikinja. Cata Dujšin-Ribar počela je rano pisati, no objavljuje tek u poznijoj životnoj dobi. Poemu Noć tamna je moja objavljuje 1962. godine, 1971. objavljuje prvu zbirku pjesama 'Rastanci bez rastanaka, drugu zbirku pjesama Iz kamene jeke 1975., kojoj je urednik bio Jure Kaštelan, a treću Catina lirika, 1983. godine. 

## Donacija Gradu Zagrebu i Trogiru
Cata Dujšin-Ribar bila je druga supruga dr. Ivana Ribara i darovala je 1976. godine zbirku slika, umjetničkih predmeta, knjiga te arhivsku građu, cjelokupni inventar svog stana u Demetrovoj 3, Gradu Zagrebu uz uvjet da se u stanu uredi memorijalna zbirka gdje će posjetitelji moći steći uvid u život i rad troje značajnih ljudi hrvatske kulture, umjetnosti i politike, Dubravka Dujšina (slavni glumac, redatelj i kazališni pedagog), dr. Ivana Ribara (hrvatski i jugoslavenski političar) i Cate Dujšin-Ribar te razgledati vrijednu zbirku umjetnina.
Od 214 predmeta najvrjedniji izlošci zbirke su skulpture najpoznatijih hrvatskih kipara sredine prošloga stoljeća, Ivana Meštrovića, Tome Rosandića, Vanje Radauša, Antuna Augustinčića i Koste Angelija Radovanija te slika venecijanskoga majstora Vittorea Crivellija iz 15. stoljeća.
Rodnom Trogiru 1978. godine darovala je dio svog likovnog opusa od kojeg je u Muzeju grada Trogira formirana Galerija Cate Dujšin-Ribar.

## Književna djela
Zbirke pjesama:
- Rastanci bez rastanaka, 1971.
- Iz kamene jeke 1975.
- Catina lirika, 1983.
- Moj dom, 1992.

## Vanjske poveznice
- Muzej Grada Zagreba: Zbirke: Donacija gradu Zagrebu: Memorijalna zbirka dr. Ivana Ribara i Cate Dujšin-Ribar  Arhivirana inačica izvorne stranice od 24. travnja 2013. (Wayback Machine)
- https://belizagrebgrad.com.hr/cata-dujsin-ribar-slikarica-pjesnikinja-i-vrlo-naocita-dama/  Arhivirana inačica izvorne stranice od 24. siječnja 2022. (Wayback Machine)
- http://tragurium.blogspot.com/2017/11/cati-dujsin-ribar.html